# Ihleus
Ihleus is een geslacht van kreeftachtigen uit de klasse van de Malacostraca (hogere kreeftachtigen).

## Soorten
- Ihleus lanatus (Alcock, 1896)
- Ihleus villosus (Chen, 1989)